# Cristián Crisosto

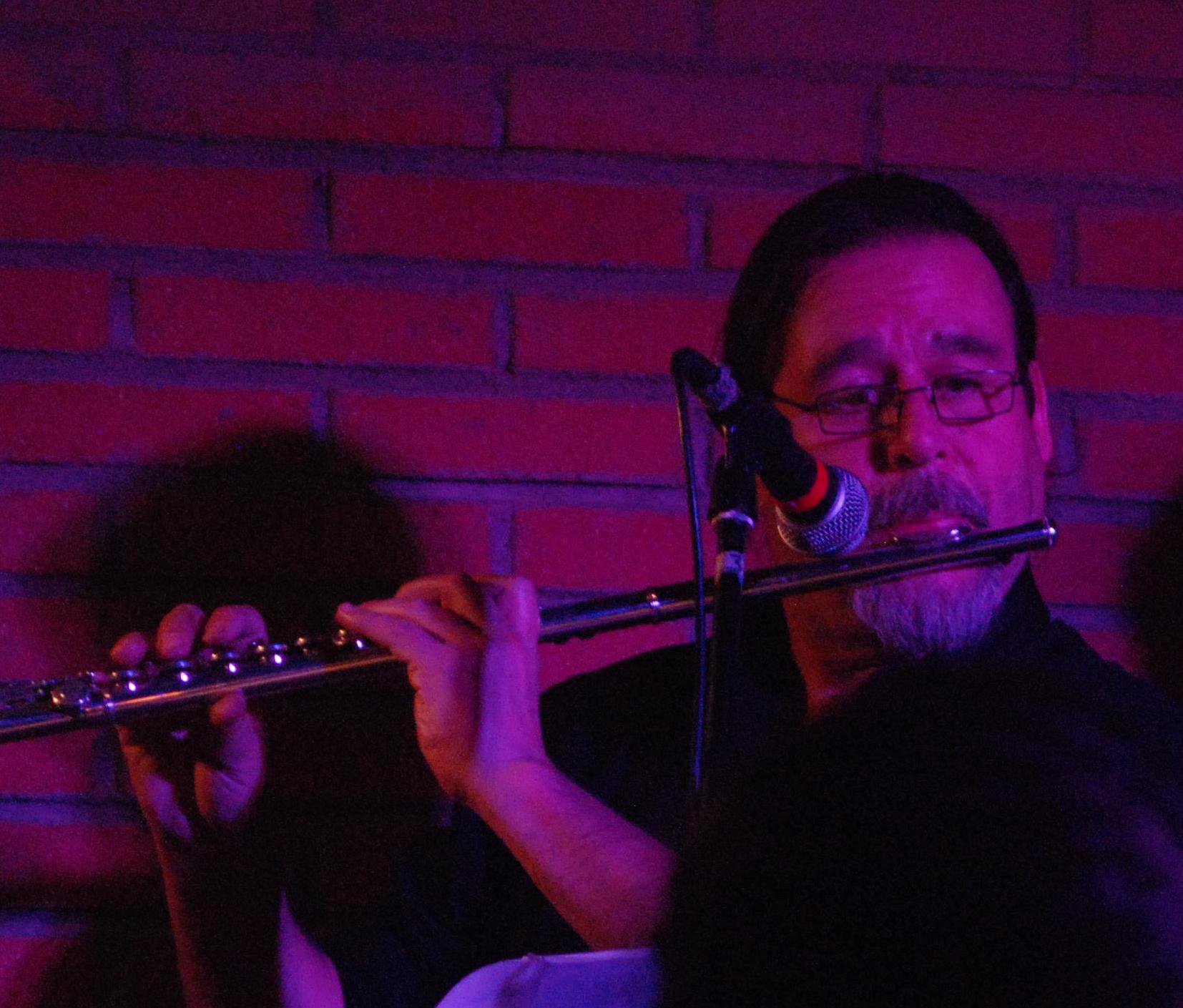
Crisosto junto a Mediabanda en 2013

Cristián Crisosto Gaete (14 de mayo de 1959) es un músico, compositor, saxofonista y flautista chileno. Actualmente compositor y saxofonista en MediaBanda.
A comienzos de los años 1980, fue miembro de la agrupación Santiago del Nuevo Extremo, como parte del movimiento del canto nuevo, y con quienes participó en la grabación de los discos Hasta encontrarnos (1983), y el emblemático Barricadas (1985), junto a Luis Lebert, Jaime Vivanco, Pedro Villagra, Jorge Campos, y Willy Valenzuela. Paralelamente sería miembro fundador de la prestigiosa banda de rock alternativo Fulano en 1984, en la cual fue compositor e instrumentista durante toda la existencia de la banda, acompañado gran parte del tiempo junto a su exesposa la cantante Arlette Jequier.
También es el creador de Mediabanda, grupo de fusión que sigue la línea de Fulano en cuanto al eclectisismo entre el rock, el pop, el jazz, y la experimentación, pero con una orquestación más compleja. Estuvo también en un comienzo acompañado por su esposa y la hija de ambos, Regina Crisosto, como segunda vocalista.  Como compositor desarrolla el «eclecticismo antihegemónico», un poliestilismo que fusiona muchas de sus influencias, entre las que destacan el rock en oposición, el jazz fusión y la música atonal. 

## Carrera
En 1979, en la Escuela de Música del Pedagógico el saxofonista Cristián Crisosto junto al tecladista Jaime Vivanco crearon Media Banda. En 1984, Crisosto llevó a Vivanco a la sala donde junto a sus compañeros Jorge Campos y Willy Valenzuela se quedaban ensayando y creando sonidos similares a los que ambos hacían en la Media Banda. De estas largas sesiones de ensayo nació Fulano; no sin antes incorporar la voz de Arlette Jequier y el saxofonista Jaime Vásquez. El sexteto debutó a mediados de 1986 con un recital en el cine Espaciocal, y comenzó a aumentar sus presentaciones en locales como La Nona Jazz (del caracol Los Leones) y El Trolley, de calle San Martín, además de facultades universitarias.
En 2000 Crisosto decidió revivir el proyecto Mediabanda con un contingente de jóvenes músicos, y tras la muerte de Vivanco en 2003 y la posterior pausa de Fulano, tuvo tiempo para dedicarse a esta nueva banda. 
Sus inicios están vinculados al canto nuevo, como participante de Santiago del Nuevo Extremo entre 1982 y 1986 junto a Luis Le-Bert, Jorge Campos, y Pedro Villagra.

## Discografía

### Con Santiago del Nuevo Extremo
- 1983 - Hasta encontrarnos
- 1985 - Barricadas

### Con Fulano
- 1987 - Fulano
- 1989 - En el Bunker
- 1993 - El infierno de los payasos
- 1996 - Lo mejor
- 1997 - Trabajos inútiles
- 2004 - Vivo
- 2011 - La farsa continua
- 2015 - Animal en extinción
- 2015 - En la Batuta 1993
- 2017 - En Los Ángeles de Chile 2002
- 2017 - En Directo FestivAlterNativo México 2010

### Con Mediabanda
- 2004 - Entre la inseguridad y el ego
- 2007 - Dinero y terminación nerviosa
- 2010 - Siendo perro
- 2017 - Bombas en el aire
- 2021 - Maquinarias

### Bandas sonoras
- 2000 - Este año no hay cosecha (documental de Fernando Lavanderos Montero y Gonzalo Vergara)
- 1998 - El cielo y la tierra son tan viejos como yo y las 10 mil cosas son una (cortometraje de Fernando Lavanderos Montero)